# 貝瑞塔M1923手槍
貝瑞塔M1923式手槍（英語：Baretta M1923），是由貝瑞塔公司製造，由義大利軍隊在1923至1945年間所採用的軍用手槍。M1923式手槍是自使用9mm格利森蒂子彈的1915/19型手槍改進過來的，在第一次世界大戰中，義大利軍隊曾訂購了10,000把手槍，但在大戰結束前總共約只製造了3,000把左右。

## 流行文化

### 電子遊戲
- 2021年《應徵入伍》：作為軸心國手槍武器。